# Index der consumptieprijzen in België
De Index der consumptieprijzen in België, of kortweg de index of CPI, is een middel om de maandelijkse veranderingen in de kosten van het levensonderhoud te bepalen door de kostprijs van een vastgelegde korf goederen en diensten te meten. Dit indexcijfer wordt in België sinds 1920 gemeten en doorheen de jaren werden steeds meer uitkeringen en uitgaven gekoppeld aan dit meetinstrument. De representatieve korf goederen (ook getuigen genoemd) werd ook stelselmatig aangepast aan de noden van de tijd. De prijzen van deze getuigen worden op verschillende plaatsen in het land opgenomen (de lokaliteiten genoemd). Via diverse hervormingen streeft men ernaar om de evolutie van de levensduurte zo goed als mogelijk te bevatten. In de index worden de producten en diensten opgenomen die representatief zijn voor het koopgedrag van de Belgische consument. De getuigen hebben een wegingscoëfficiënt die overeenkomt met het bestedingsbedrag van een gemiddeld Belgisch inkomen en de opgenomen prijzen in de verschillende lokaliteiten wegen door in verhouding tot hun bevolkingsaantal. Het CPI is een Laspeyres-index. Bij de berekening van het CPI worden in de teller en de noemer de 'hoeveelheden' (=gewichten) van het basisjaar gebruikt. 
Dit cijfer heeft in België een groot belang daar vele uitkeringen en uitgaven automatisch aan deze index gekoppeld worden. In diverse cao's spreekt men een spilindex af; wanneer deze overschreden wordt, volgt automatisch een loonaanpassing.

## Geschiedenis
In 2020 bestond het Belgische indexcijfer precies 100 jaar.

### Eerste indexcijfer
Na de Eerste Wereldoorlog kende men in België grote prijsstijgingen. Dit veroorzaakte sociale onrust, de koopkracht van de bevolking werd aangetast. De socialistische minister van Nijverheid en Arbeid Joseph Wauters voerde in 1920 het indexcijfer der kleinhandelsprijzen in. Hiermee wilde hij de koopkracht van de werknemers vrijwaren. Aanvankelijk waren het enkel de CAO's van de mijnsector, hout en stoffering en de sector van het boek die voorzagen in een automatische koppeling van de lonen aan dit indexcijfer.
Dit eerste indexcijfer werd bekomen door de prijzen bij te houden van 56 getuigen, dit waren 55 levensnoodzakelijke goederen en 1 dienst. Deze prijzen werden bijgehouden in 59 steden en gemeenten met grote handelsactiviteit. Deze eerste korf goederen werd aangehouden tot de eerste hervorming in 1939.
De lijst van goederen zoals ze beschreven stond in het  Wekelijksch Bulletijn van de Bank van Brussel, nr. 9 van 27/02/1937 :
| Voeding                              | Voeding                         | Voeding                 | Voeding                     | Voeding               |
| ------------------------------------ | ------------------------------- | ----------------------- | --------------------------- | --------------------- |
| Gewoon brood                         | Margarine                       | Aardappelen             | Inlandsche reuzel           | Koffie 'Santos'       |
| Gesmolten ossevet                    | Suikerij in poeder en in pakken | Rundvleesch (3 soorten) | Rijst                       | Varkenvleesch         |
| Witte gezaagde en gerijde suiker (2) | Inlandsch spek                  | Boonen                  | Amerikaansch spek           | Olijfolie             |
| Bloedworst                           | Aardnotenolie                   | Leverpastei             | Azijn 'Etoile'              | Visch,bokking         |
| Geroomde melk                        | Sardinen St-Louis               | volle melk              | Tafelbier op ton            | Keukenzout            |
| Cacao                                | Eiers                           | Huischocolade 'légal'   | Inlandsche boerenboter      | Thee                  |
| Inlandsche melkerijboter             | Macaroni                        |                         |                             |                       |
| Kleding                              |                                 |                         |                             |                       |
| Op maat gemaakt heerenkostuum        | Staande boord 'Richmond'        | Vilten bolhoed          | Grove werksokken            | Werkmanspet           |
| Gewone sokken                        | Gekleede pet                    | Mansschoenen            | Wit katoenen Manshemd       | Klompen               |
| Klompen                              | Wit gemengd lijnwaden manshemd  | Volledige herzoling     | halve zolen en achterlappen |                       |
| Verwarming en allerhande             |                                 |                         |                             |                       |
| Smeerzeep                            | steenkool 'tout-venant'         | Sunlightzeep in stukken | Hondsgrasborstels, type 13  | Gas                   |
| Elektriciteit                        | Amerikaanse dweilen 65 × 65     | Bougies 'de la Cour'    | Pijptabak                   | Zwavelstokjes 'Union' |

In deze allereerste indexkorf werd geen rekening gehouden met het belang van elk artikel in het gezinsbudget. Als basis werd het cijfer van april 1920 genomen.

### Index der kleinhandelsprijzen (1939-1968)
| datum      | CPI    | gezondheidsindex | verschil |
| ---------- | ------ | ---------------- | -------- |
| 01/01/1996 | 99,28  | 99,41            | + 0,13   |
| 01/01/1997 | 101,56 | 101,26           | - 0,30   |
| 01/01/1998 | 101,99 | 101,83           | - 0,16   |
| 01/01/1999 | 102,96 | 103,07           | + 0,13   |
| 01/01/2000 | 104,80 | 104,29           | - 0,51   |
| 01/01/2001 | 107,11 | 106,48           | - 0,63   |
| 01/01/2002 | 110,22 | 109,93           | - 0,29   |
| 01/01/2003 | 111,55 | 110,94           | - 0,61   |
| 01/01/2004 | 113,32 | 112,67           | - 0,65   |
| 01/01/2005 | 115,88 | 114,68           | - 0,80   |
| 01/01/2006 | 118,93 | 116,98           | - 1,95   |
| 01/01/2007 | 120,91 | 119,37           | - 1,54   |
| 01/01/2008 | 125,09 | 122,70           | - 2,39   |
| 01/01/2009 | 127,99 | 126,80           | - 1,19   |
| 01/01/2010 | 128,78 | 126,69           | - 2,09   |
| 01/01/2011 | 132,93 | 130,13           | - 2,80   |
| 01/01/2012 | 137,78 | 134,53           | - 3,25   |
| 01/01/2013 | 139,79 | 136,52           | - 3,27   |
| 01/01/2014 | 141,37 | 138,22           | - 3,15   |
| 01/01/2015 | 140,46 | 138,24           | - 2,22   |
| 01/01/2016 | 142,91 | 140,73           | - 2,18   |
| 01/01/2017 | 146,69 | 143,79           | - 2,90   |
| 01/01/2018 | 149,19 | 146,15           | - 3,04   |

De eerste hervorming werd doorgevoerd in 1939. De korf met getuigen werd gewijzigd, 33 getuigen werden vervangen en men bepaalde 62 lokaliteiten. Nieuw was echter dat deze niet meer forfaitair meetelden, hun belang werd bepaald op basis van het bevolkingsaantal. De nieuwe basis werd gemeten over 3 jaren ( 1936 - 1937 en 1938 ) teneinde te grote prijsschommelingen op te vangen.
De tweede hervorming (1955) leidde tot een korf van 79 getuigen.

### Index der consumptieprijzen (1968-heden)
Bij de derde hervorming (1968) werd het indexcijfer der kleinhandelsprijzen de indexcijfer der consumptieprijzen. De korf werd verder uitgebreid tot 147 getuigen. Het was bovendien de eerste index die rekening hield met een gezinsbudgetenquête.
Sindsdien werden er meerdere tussentijdse aanpassingen doorgevoerd. De vierde grote hervorming (1976) voorzag in 358 getuigen (269 goederen, 88 diensten en een nieuwe getuige voor de huurprijs), de vijfde hervorming (1984) breidde de korf verder uit naar 401 getuigen (waarvan 200 farmaceutische producten), de zesde hervorming (1991) voorzag in 429 getuigen.

#### Gezondheidsindex
In 1994 werd een afzonderlijke gezondheidsindex ingevoerd, naast het algemene indexcijfer der consumptieprijzen. Concreet werden de tabaksproducten, de benzine en diesel en de alcoholische dranken geschrapt. Sinds 1 januari geldt het 4-maandelijks voortschrijdende gemiddelde (ook 'afgevlakte index' genoemd) als basis voor de indexering van de lonen en sociale uitkeringen. Deze maatregel van de regering Dehaene I was een poging om de stijging van het indexcijfer te beperken. Op die manier werd de loonkost onder controle gehouden. Anderzijds dient gesteld dat deze index minder accuraat de kosten van het levensonderhoud van de modale consument weerspiegelt. De tabel hiernaast illustreert in welke mate de gezondheidsindex trager stijgt dan de CPI, het basisjaar is 1996.

#### Hervormingen (1998-heden)
De consumptieprijzen-index werd echter verder opgemeten, met name voor het berekenen van de inflatievooruitzichten door het Federaal Planbureau. Een zevende hervorming dateerde van 1998. Deze zevende hervorming breidde de korf verder uit naar 481 getuigen , gemeten in 65 lokaliteiten. Als gevolg van de Europese verordening 2016/792 werden de prijzen van verbruiksuitgaven geregistreerd volgens de internationale COICOP-nomenclatuur hetgeen een uniforme vergelijking van het inflatiepeil binnen de Europese Unie mogelijk maakt.
| hoofdgroep                                                              | wegingscoëfficiënt 2006 |
| ----------------------------------------------------------------------- | ----------------------- |
| voedingsmiddelen en dranken                                             | 19,35 %                 |
| tabak                                                                   | 1,5 %                   |
| kleding en schoeisel                                                    | 6,24 %                  |
| Huisvesting, huur, water, elektriciteit, gas                            | 15,70 %                 |
| huishoudtextiel, meubelen, elektrische apparaten, huishoudbenodigdheden | 7,28 %                  |
| gezondheidsuitgaven                                                     | 4,25 %                  |
| vervoer                                                                 | 15,62 %                 |
| communicatie                                                            | 3,66 %                  |
| recreatie en cultuur                                                    | 12,35 %                 |
| onderwijs                                                               | 0,58 %                  |
| horeca                                                                  | 7,03 %                  |
| diverse                                                                 | 7,02%                   |

Een achtste hervorming, in 2006, werd gebaseerd op de gezinsbudgetenquête. van 2004. De indexkorf werd geactualiseerd (103 getuigen werden verwijderd, 129 werden nieuw toegevoegd) en het relatieve belang van elke getuige werd herbekeken. De 507 getuigen werden opgedeeld in 12 hoofdgroepen. Eén getuige kan op haar beurt een groep goederen vertegenwoordigen. Voor de getuige 'vers fruit' en 'verse groenten' voorziet men in een pakket fruit of groenten soorten dat afhankelijk van het seizoen wisselt van inhoud.
86 % van de prijzen worden opgenomen door indexagenten die maandelijks prijzen gaan noteren. 14 % wordt centraal ingewonnen door middel van opvraging.
Als basis werd het jaar 2004 genomen.
Een negende hervorming werd de index van januari 2014. De getuigen werden nogmaals uitgebreid naar 616. Het gewicht van elke getuige wordt afgeleid van huishoudbudgetonderzoek van 2013. Men stapt af van de 65 lokaliteiten omdat grote winkelketens veeleer een nationaal prijsbeleid voeren. Bovendien lagen grote winkelcentra buiten de vroeger gedefinieerde lokaliteiten. Men voorziet in jaarlijkse bijsturingen om zo het consumentengedrag op de voet te volgen.De index van 2014 is een kettingindex, waarbij afgestapt werd van de Laspeyres index. Wijzigingen worden naadloos doorgevoerd en zodoende wordt er niet meer gerefereerd aan vaste referentiejaren (in dit geval 2013), het cijfer zal blijven doorlopen.
Vanaf januari 2015 doet men ook beroep op scannerdata van grootwarenhuizen en winkelcentra, vanaf 2018 werd de actualisering jaarlijks doorgevoerd, en sinds 2019 werd ook webscraping gebruikt.

## Indexcommissie
Reeds in 1935 werd de commissie van het indexcijfer van de kleinhandelsprijzen opgericht. Deze bestond uit wetenschappers, vertegenwoordigers van de werkgevers en vertegenwoordigers van de werknemers. 
De Indexcommissie is een paritair samengestelde commissie, bestaande uit werknemers- en werkgeversorganisaties en academici. Deze commissie geeft aan de minister van Economie advies over alle vraagstukken rond de consumptieprijsindex en geeft ook maandelijks advies over het door de Algemene Directie Statistiek berekende indexcijfer.

## Koppeling van de index aan de lonen en uitkeringen

### Welvaartsvastheid
In België zijn lonen, vergoedingen, vervangingsinkomens, pensioenen, huurprijzen, verzekeringspremies, etc. aan de gezondheidsindex gekoppeld. Zodoende wordt het inkomen van de doorsnee Belg "welvaartsvast".
De aanpassing van de meeste lonen aan de index wordt uitgevoerd als het gemiddelde van de laatste 4 gezondheidsindexen een bepaalde grens overschrijdt. Deze wordt de spilindex genoemd. Wanneer de loons- of uitkeringsaanpassing precies wordt doorgevoerd hangt af van de gemaakte collectieve arbeidsovereenkomsten.
In de publieke sector worden de lonen aangepast telkens de index met 2% is gestegen. Eén maand na de overschrijding worden de lonen aangepast. De indexering van de sociale uitkeringen volgen dezelfde regel, alleen is hier geen wachttijd van één maand. De laatste aanpassing dateerde van december 2012 (sociale uitkeringen) en januari 2013 (ambtenarenlonen).
In de privésector zijn er ook overeenkomsten gemaakt die voorzien in een continue aanpassing van de lonen. Zo voorziet men in de banksector een automatische loonaanpassing om de 2 maanden, gebaseerd op het indexcijfer van de gezondheidsindex.
Huurprijzen worden jaarlijks aangepast aan de index.

### Indexsprong
Een indexsprong is het bewust overslaan van een automatische aanpassing van de lonen, vergoedingen, pensioenen ... wanneer de spilindex is overschreden. Het besluit om een indexsprong uit te voeren is een politieke beslissing. De politiek beslist dan om de afgesproken indexaanpassingen tussen de sociale partners over te slaan.
Zo beslisten de Belgische regeringsonderhandelaars tijdens de vorming van de regering Michel I om een indexsprong te voorzien in de loop van 2015.
Het was geleden van in de jaren tachtig van de vorige eeuw dat er nog een indexsprong was. Het was de regering Martens V die tot 3 opeenvolgende indexsprongen besloot : Eén in 1984, één in 1985 en één in 1986. Het doel was de begrotingstekorten onder controle te houden. Omdat deze beslissingen genomen worden zonder echt overleg met de sociale partners leidden deze maatregelen tot sociaal protest.

### Voor- en tegenstanders
De automatische indexering in België kent zowel voor- als tegenstanders.
De linkse politieke partijen verdedigen dit mechanisme en argumenteren dat dit de beste garantie is om de koopkracht van de
werknemer te garanderen.
Ook de Belgische vakbonden (ACV, ABVV, ACLVB) zijn voorstanders van de automatische koppeling van lonen en uitkeringen aan de index. Ze verzetten zich bovendien tegen een negatieve aanpassing van de lonen aan een dalende index.
Tegenstanders van dit systeem zijn te zoeken bij de werkgeversorganisaties die aangeven dat zo'n koppeling de loonkosten te hoog opdrijft en zo onze concurrentiepositie t.o.v. onze buurlanden in het gedrang brengt. Ook de politieke partijen N-VA en Open VLD stellen de huidige indexering in vraag.
Ook de Europese commissie heeft al in diverse raadgevingen de indexering bekritiseerd. Ze stelt dat deze automatische koppeling de sectorale loonsontwikkelingen verstoort en geen gelijke tred houdt met de productiviteitsstijgingen. Volgens de Raad tast dit het Belgisch concurrentievermogen aan.

## Voetnoten
1. ↑  Een Laspeyres-index geeft aan alle goederen en/of diensten die opgenomen zijn in de index een representatief gewicht. Deze verdeling blijft in principe dan vaststaan om de bekomen indexcijfers te kunnen vergelijken. Bij het CPI verandert men op regelmatige basis de goederen en diensten en ook hun relatieve belang in de korf om zo representatief mogelijk te zijn. De Laspeyres-index wordt zo genoemd naar de Duitse econoom-statisticus Etienne Laspeyres (1843-1913)
2. ↑  Een gezinsbudget enquête is een grote bevraging naar het bestedingspatroon van een gezin. Voor de enquête van 2004 werden 3.785 gezinnen gevraagd om hun bestedingen een jaar lang bij te houden. Op basis van deze gegevens worden de producten gekozen en krijgen ze hun wegingscoëfficiënt.

## referenties
1. 1 2 3  100 jaar index, een terugblik. Statbel (27 februari 2020). Gearchiveerd op 28 oktober 2021.
2. ↑  Peter SCHOLLIERS (1985). Loonindexering en sociale vrede. Koopkracht en klassenstrijd in België tijdens het interbellum. VUB-Press.
3. ↑  ‘’Ken de index op je duimpje‘’, verantwoordelijke uitgever André Mordant, uitgave van het ABVV, 2006. Gearchiveerd op 19 november 2021. Geraadpleegd op 19 november 2021.
4. ↑  Cijfers van het Belgische statistiekbureau. Gearchiveerd op 26 maart 2018. Geraadpleegd op 25 maart 2018.
5. ↑  24 DECEMBER 1993. - Koninklijk besluit ter uitvoering van de wet van 6 januari 1989 tot vrijwaring van 's lands concurrentievermogen.
6. ↑  Decoster, André (2010). economie. Universitaire Pers Leuven, Leuven, 911 blz. ISBN 978 90 5867 797 6. NUR 780. Geraadpleegd op 20/12/2014.
7. ↑  Europese Verordening (EU) 2016/792 van 11 mei 2016 betreffende geharmoniseerde indexcijfers van de consumptieprijzen en van de huizenprijzen.
8. ↑  Classification of Individual Consumption According to Purpose (COICOP) 2018. Gearchiveerd op 1 september 2022.
9. ↑  cijfers van federale overheid België.
10. ↑  Volgens een persbericht van de Algemene Directie Statistiek en Economische informatie (FOD econonomie, KMO, Middenstand en Energie) van 10 januari 2014
11. ↑  Jaarlijkse actualisering van de consumptieprijsindex. Statbel (30 januari 2018). Gearchiveerd op 19 november 2021.
12. ↑  Geen indexering ambtenarenlonen in 2014, De Standaard. Geraadpleegd op 2 december 2014.
13. ↑  regering - Michel I (website deredactie). Gearchiveerd op 13 augustus 2016.
14. ↑  Alain Mouton, Wilfried Martens: tussen herstelbeleid en malgoverno. Gearchiveerd op 12 augustus 2022.
15. ↑  programma s.p.a. verkiezingen 2014 (PDF).
16. ↑  website groen, standpunt inzake de index. Gearchiveerd op 4 augustus 2016.
17. ↑  ACV :'Aan de automatische index wordt niet geraakt', artikel uit Het Nieuwsblad (01/05/2010).
18. ↑  ABVV :'Waarom is indexering zo belangrijk?', website ABVV. Gearchiveerd op 9 mei 2016. Geraadpleegd op 7 augustus 2023.
19. ↑  Geert VanCronenburg, nieuwsbrief van het VBO, website VBO. Gearchiveerd op 9 mei 2016.
20. ↑  VOKA: loonindexering drastisch herdenken (De Standaard, 07/11/2011.
21. ↑  Alexander Verstraete, Wat is de N-VA met de index van plan ? (deredactie.be). Gearchiveerd op 13 augustus 2016.
22. ↑  Open VLD wil index hervormen (De standaard, 07/11/2011).
23. ↑  AANBEVELING VAN DE RAAD over het nationale hervormingsprogramma 2014 van België
en met een advies van de Raad over het stabiliteitsprogramma 2014 van België : raadgeving 15 , te consulteren op https://ec.europa.eu/europe2020/pdf/csr2014/csr2014_belgium_nl.pdf